# Enrique de Vedia
Enrique de Vedia Goossens (Valmaseda, Vizcaya, España), 15 de octubre de 1802-Jerusalén, 8 de octubre de 1863) fue un político, historiador y diplomático español, por cuyas tareas recibió el título de comendador de la Orden de Carlos III en 1855.

## Biografía
Enrique Lorenzo de Vedia Gössens (o Goossens) fue hijo de Magdalena de Goossens y Ponce de León y de Lorenzo Antonio de Vedia y Ramallo, súbdito uruguayo que al heredar los bienes del mayorazgo familiar en España se estableció en Valmaseda (España). 
Fue secretario de la Gobernación del Reino y jefe político de diferentes provincias, entre ellas La Coruña. Cuando lo era de Burgos, recibió a Théophile Gautier, circunstancia que relata el francés en su Viaje a España. Fue además amigo de Pascual Gayangos y de Antonio Ferrer del Río. Experto políglota (francés, inglés e italiano), desempeñó el cargo de cónsul de España en Liverpool y Jerusalén, ciudad en la que falleció en 1863 cuando preparaba su regreso a España.

## Obra
Vedia reunió una extensa y selecta biblioteca. Dirigió los dos volúmenes de Historiadores primitivos de Indias, con ediciones de crónicas y textos de Hernán Cortés (1485-1547), Pedro de Alvarado (1485-1541), Francisco López de Gómara (1510-1541), Diego de Godoy (siglo XVI), Gonzalo Fernández de Oviedo (1478-1557), Álvar Núñez Cabeza de Vaca (1488/90-1559), Bernal Díaz del Castillo (1496-1584), Francisco de Xerez (1497-1565), Pedro Cieza de León (1518-1554) y Agustín de Zárate (1514-1585). 
Como traductor, le cabe el mérito de haberlo sido de parte de la obra de Lord Byron. Asimismo, tradujo y anotó, junto a Pascual Gayangos, la Historia de la literatura española del hispanista George Ticknor; una Historia y descripción de la ciudad de La Coruña (1845); y unas Memorias para la historia... de la villa de Balmaseda, cuyo manuscrito se conserva en la Biblioteca Francisco de Zabálburu.

## Reconocimientos
La Biblioteca Pública de Valmaseda, su localidad natal, lleva su nombre.
El ciudad de A Coruña cuenta una calle dedicada a Vedia en el barrio de Santa Margarita desde 1946.